# Komlói járás
A Komlói járás Baranya vármegyéhez tartozó járás Magyarországon, amely 2013-ban jött létre. Székhelye Komló. Területe 292,48 km², népessége 36 040 fő, népsűrűsége 123 fő/km² volt a 2012. évi adatok szerint. Egy város (Komló) és 19 község tartozik hozzá.
A Komlói járás a járások 1983-as megszüntetése előtt is létezett, méghozzá kétszer is, bár mindkétszer csak néhány évig. 1950–52 között a Sásdi járással párhuzamosan létezett a Komlói, majd abba olvadt be, 1978-ban viszont éppen Sásdról helyezték át Komlóra a járási székhelyet.

## Települései
| Település       | Rang       | Kistérség (2013. január 1.) | Népesség (2012. január 1.) | Terület (km²) |
| --------------- | ---------- | --------------------------- | -------------------------- | ------------- |
| Komló           | város      | Komlói                      | 25 020                     | 46,55         |
| Szászvár        | nagyközség | Komlói                      | 2 334                      | 21,17         |
| Bikal           | község     | Sásdi                       | 743                        | 17,03         |
| Bodolyabér      | község     | Komlói                      | 222                        | 9,09          |
| Egyházaskozár   | község     | Komlói                      | 792                        | 24,31         |
| Hegyhátmaróc    | község     | Komlói                      | 133                        | 7,59          |
| Kárász          | község     | Komlói                      | 317                        | 8,02          |
| Köblény         | község     | Komlói                      | 227                        | 8,04          |
| Liget           | község     | Komlói                      | 419                        | 12,07         |
| Magyaregregy    | község     | Komlói                      | 717                        | 26,81         |
| Magyarhertelend | község     | Komlói                      | 627                        | 16,16         |
| Magyarszék      | község     | Komlói                      | 1 085                      | 13,86         |
| Mánfa           | község     | Komlói                      | 843                        | 27,7          |
| Máza            | község     | Komlói                      | 1 226                      | 10,69         |
| Mecsekpölöske   | község     | Komlói                      | 412                        | 7,31          |
| Oroszló         | község     | Sásdi                       | 313                        | 6,12          |
| Szalatnak       | község     | Komlói                      | 330                        | 10,28         |
| Szárász         | község     | Komlói                      | 25                         | 5,98          |
| Tófű            | község     | Komlói                      | 110                        | 4,34          |
| Vékény          | község     | Komlói                      | 145                        | 9,36          |

## Lásd még
- Komlói kistérség